# Новозеландская компания

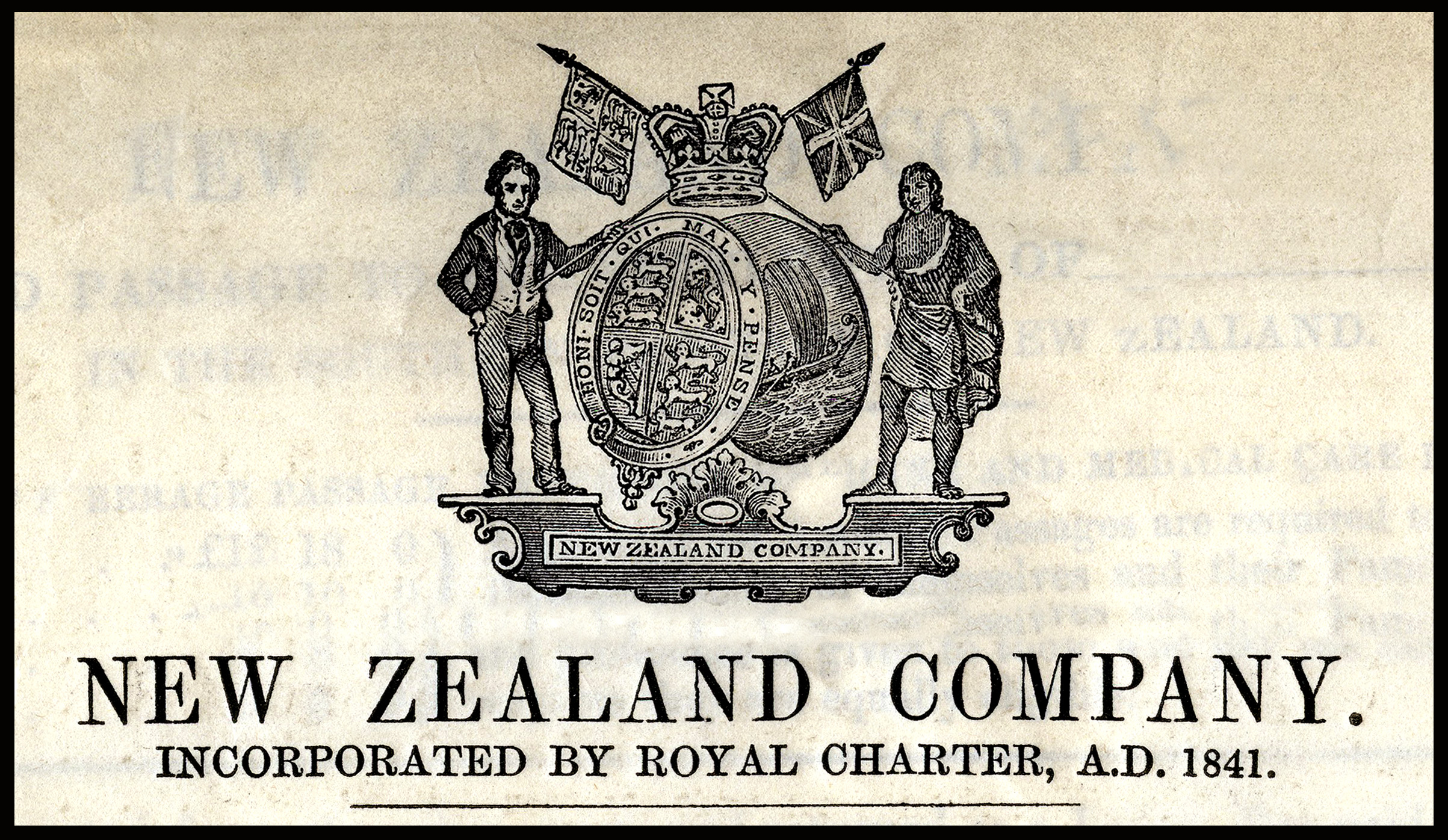
Герб компании

Новозеландская компания (англ. New Zealand Company) — существовавшая в первой половине XIX века британская компания, занимавшаяся систематической колонизацией Новой Зеландии. Компания была создана для реализации принципов, разработанных Эдвардом Гиббоном Уэйкфилдом, который предусматривал создание английского общества новой модели в южном полушарии. Согласно его модели, колония привлекала бы капиталистов, у которых тогда был бы готовый запас рабочей силы в лице рабочих-мигрантов, которые изначально не могли позволить себе быть собственниками, но рассчитывали однажды купить землю за счёт накопленных сбережений.
Компания основала поселения в основала поселения в Веллингтоне, Нельсоне, Вангануи и Данидине, а также приняла участие в заселении Нью-Плимута и Крайстчерча. Компания была основана в 1825 году и имела небольшой успех, затем в 1837 году в новом статусе объединилась с Новозеландской ассоциацией Уэйкфилда, получила королевскую хартию в 1840 году, достигла пика эффективности около 1841 года, через два года столкнулась с финансовыми проблемами, от которых так и не оправилась. В 1850 году вернула свой устав и к 1858 году завершила оставшиеся дела и дала окончательный отчёт.

## История
В состав правления компании входили аристократы, члены парламента и известный издатель журналов, которые использовали свои политические связи, чтобы постоянно лоббировать британское правительство для достижения его целей. Компания совершила много сомнительных покупок земли у маори, во многих случаях перепродав землю, которой не владела, и запустила тщательно продуманные, грандиозные, а иногда и мошеннические рекламные кампании. Она решительно боролась с Министерством по делам колоний, губернаторами Новой Зеландии, церковным миссионерским обществом и миссионером Генри Уильямсом, а также договором Вайтанги. Компания, в свою очередь, часто подвергалась критике со стороны министерства по делам колоний и губернаторов Новой Зеландии за «хитрость» и ложь, местные миссионеры опасались, что её деятельность приведет к завоеванию и истреблению жителей маори.
Компания считала себя потенциальным квази-правительством Новой Зеландии и в 1845 и 1846 годах предложила разделить колонию на две части по линии от Мокау на западе до мыса Киднапперс на востоке, при этом север был зарезервирован для маори и миссионеров, а юг станет самоуправляемой провинцией «Новая Виктория» под управлением компании. Это предложение было отклонено британским министром по делам колоний.
В рамках проводимой кампанией компании колонизации в Новую Зеландию прибыли 15,5 тыс. поселенцев, а три её поселения вместе с Оклендом станут «главными центрами» страны и заложат основу для системы провинциального управления, введенной в 1853 году.

### Экспедиция 1825 года
В 1825 году в Лондоне во главе с членом парламента от партии вигов Джон Лэмбтон была создана Компания Новой Зеландии. Другими её директорами были: торговцы Ост-Индской компании Джордж Лайалл, Джордж Палмер (старший), Стюарт Марджорибэнкс и Рассел Эллис; политик и торговец Эдвард Эллис (брат Рассела, а также зять Лэмбтона); политический экономист Роберт Торренс старший; землевладелец и политик Эдвард Литтлтон (позже 1-й барон Хатертон); Офицер Королевского флота и политик Кортни Бойл; банкир Джеймс Паттисон (когда-то председатель Ост-Индской компании, а затем управляющий Банка Англии; писатель и политик Аарон Чепмен; политик и банкир Абрахам Уайлди Робартс; страховщик судоходства Ральф Фенвик; поверенный Джон Уильям Бакл; Уильям Мэннингс; и Джеймс Фаден.
Компания безуспешно обращалась к британскому правительству с просьбой предоставить 31-летний срок исключительной торговли и командование вооруженными силами, ожидая, что большие прибыли можно будет получить от новозеландского льна, древесины каури, китобойного промысла и тюленей.
Невзирая на то, что правительство не поддержало план создания поселения под защитой небольшой воинского отряда, в следующем году компания отправила в Новую Зеландию два корабля под командованием капитана Джеймса Херда, которому было поручено изучить торговые перспективы и потенциальные места поселения в Новой Зеландии. 5 марта 1826 года корабли «Лэмбтон» и «Розанна» достигли острова Стьюарт, который Херд исследовал и отказался размещать тут возможное поселение, прежде чем отправиться на север для осмотра земли вокруг гавани Отаго. Херд не был убеждён, что этот район был идеальным местом и вместо этого отплыл в Те Вангануи-а-Тара (современная гавань Веллингтона), которую Херд назвал гаванью Лэмбтон. Херд исследовал местность и определил землю к юго-западу от гавани как лучшее место для европейского поселения, игнорируя наличие большого па, в котором жили члены племени Те Ати Ава. Затем корабли плыли вверх по восточному побережью, чтобы исследовать перспективы торговли, останавливаясь на полуострове Коромандел и в заливе Бей-оф-Айлендс. В январе 1827 года Херд обследовал части гавани в Хокианге, где либо он, либо агент компании на борту вели переговоры о «покупке» участков земли у маори в Хокианге, Манукау и Паэроа. Цена за землю составляла «пять мушкетов, пятьдесят три фунта пороха, четыре пары одеял, триста огниво и четыре патронных коробки для мушкетов». Через несколько недель Херд и агент новозеландской компании решили, что стоимость экспорта товаров слишком высока, чтобы иметь экономическую ценность, и они отплыли в Сидней, где Херд расплатился с командой и продал запасы и оборудование, а затем вернулся в Лондон. Это предприятие обошлось новозеландской компании в 20 тыс. фунтов стерлингов.

### Влияние Уэйкфилда
Провал проекта Лэмбтона привлек внимание 30-летнего начинающего политика Эдварда Гиббона Уэйкфилда, отбывавшего три года в тюрьме за похищение 15-летней наследницы. Уэйкфилд, выросший в семье, имеющей корни в филантропии и социальных реформах, также проявил интерес к предложениям заместителя государственного секретаря по делам войны и колоний Роберта Уилмота-Хортона о государственных программах эмиграции, которые помогли бы британским беднякам избежать бедности переездом в любую из британских колоний. В 1829 году Уэйкфилд начал публиковать брошюры и писать газетные статьи, которые были перепечатаны в книге, продвигая концепцию систематической эмиграции в Австралазию через коммерческое предприятие, направленное на получение прибыли.

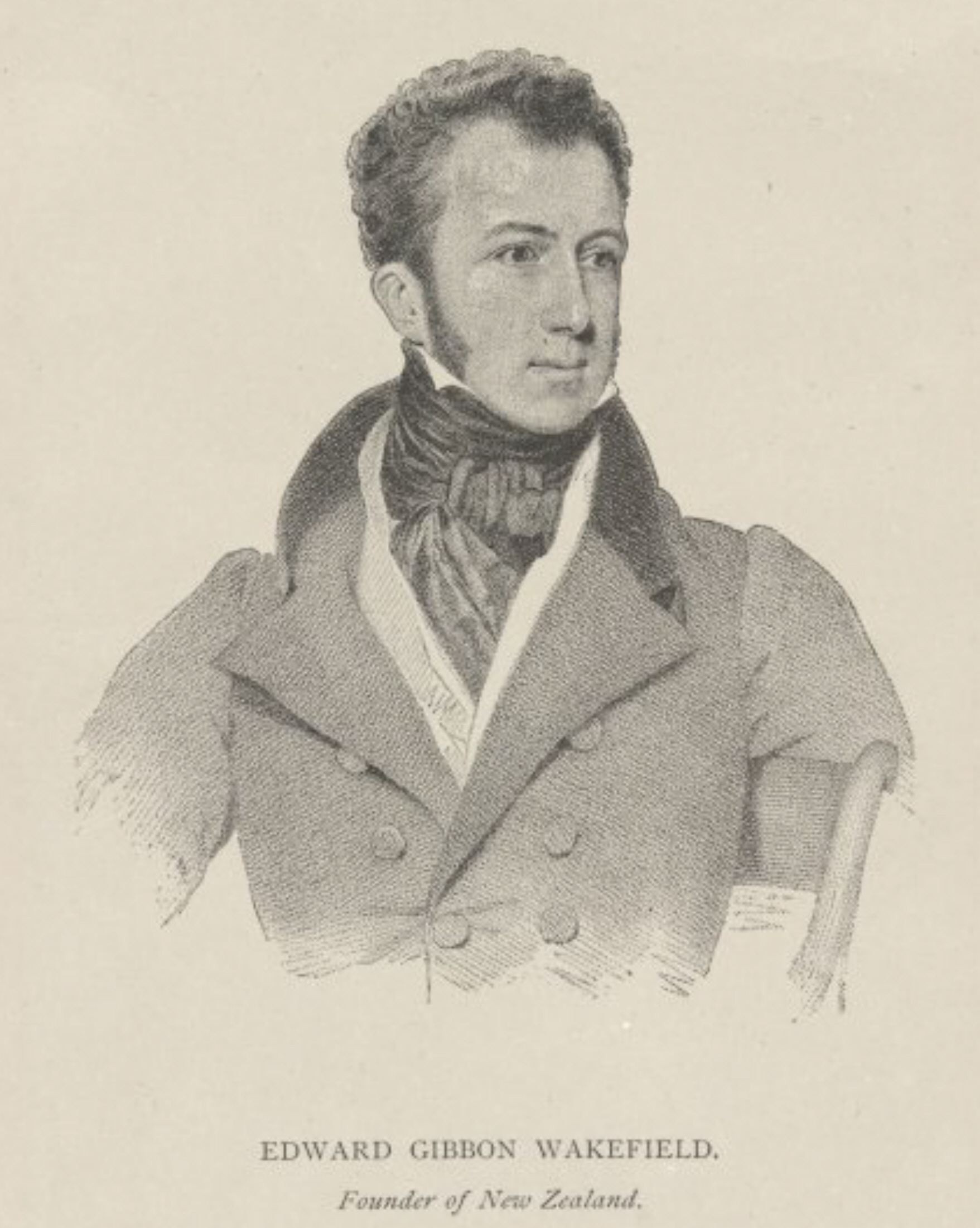
Эдвард Гиббон Уэйкфилд

План Уэйкфилда заключался в том, чтобы компания очень дешево покупала землю у коренных жителей Австралии или Новой Зеландии, а затем продавала ее спекулянтам и «джентльменам-поселенцам» за гораздо более высокую сумму. Иммигранты будут предоставлять рабочую силу, чтобы вторгаться на земли джентльменов и удовлетворять повседневные потребности своих работодателей. Со временем они смогут купить свою собственную землю, но высокие цены на землю и низкие ставки оплаты заставят их сначала работать много лет.
В мае 1830 года Уэйкфилд был освобожден из тюрьмы и присоединился к Национальному колонизационному обществу, в комитет которого входили Уилмот-Хортон, девять депутатов и три священнослужителя. Влияние Уэйкфилда в обществе быстро росло, и к концу года его планы колонизации Австралазии стали центральной темой брошюр и лекций общества.
Несмотря на убыток в размере 20 000 фунтов стерлингов, понесенный в результате его предыдущего предприятия, Лэмбтон (с 1830-х годов известный как лорд Дарем) продолжал искать способы участвовать в схемах коммерческой эмиграции, и к его усилиям присоединились депутаты-радикалы Чарльз Буллер и сэр Уильям Моулсворт. В 1831 и 1833 годах они поддержали Уэйкфилда, когда он представил в Управление по делам колоний разработку планов воссоздания идеального английского общества в новой колонии в Южной Австралии, в которой земля будет продаваться по цене, достаточно высокой, чтобы приносить прибыль для финансирования эмиграции. Правительство вигов в 1834 году приняло закон, разрешающий создание британской провинции Южная Австралия, но планирование и первоначальная продажа земли происходили без участия Уэйкфилда из-за болезни и смерти его дочери. Земля в городе Аделаида предлагалась по цене 1 фунт стерлингов за акр на картах, показывающих города и сельские районы, хотя этот район все еще был немногим больше, чем песчаная дюна, но продажи были плохими. В марте 1836 года исследовательская группа отплыла в Южную Австралию, а четыре месяца спустя последовали первые эмигранты. Уэйкфилд взял на себя всю ответственность за создание колонии, но был разочарован результатом, заявив, что земля была продана слишком дешево.
Вместо этого в конце 1836 года он нацелился на Новую Зеландию, где его теории «систематической» колонизации могли быть реализованы в полной мере. Он дал показания комитету Палаты общин, в который входили многие сторонники Уэйкфилда, и когда комитет представил отчет, подтверждающий его идеи, он написал лорду Дарему, объяснив, что Новая Зеландия была «самой подходящей страной в мире для колонизации». Уэйкфилд сформировал Новозеландскую ассоциацию и 22 мая 1837 г. председательствовал на ее первом собрании, на котором присутствовали еще десять человек, включая депутатов Моулсворта и Уильяма Хатта, а также Р. С. Ринтул из Зрителя. После третьего собрания ассоциации, к тому времени в состав правления также входили лондонский банкир Джон Райт, ирландский аристократ граф Маунт Кэшелл и член парламента от вигов Уильям Уолриш-Уитмор, и группа привлекала благоприятное внимание газет, Уэйкфилд разработал законопроект, чтобы претворить в жизнь планы ассоциации.
Проект вызвал жесткое сопротивление со стороны официальных лиц Управления по делам колоний и Церковного миссионерского общества, которые не согласились как с «неограниченной властью», которой будут обладать основатели колонии, так и с тем, что они считали неизбежным «завоеванием и истреблением нынешних жителей». Заместитель парламентского министра по делам колоний лорд Хоуик и постоянный заместитель министра Джеймс Стивен оба были обеспокоены предложениями основателей поселений принять законы для колонии, опасаясь, что это создаст династию, неподконтрольную британскому правительству, в то время как англикане и Уэслианские миссионеры были встревожены утверждениями, сделанными в брошюрах, написанных Уэйкфилдом, в которых он заявлял, что одной из целей колонизации было «цивилизовать варварский народ», который «едва мог возделывать землю». Маори, писал Уэйкфилд, «жаждали» колонизации и смотрели на англичан «как на настолько превосходящих себя, что идея отстаивать свою независимость от равенства никогда не приходит им в голову». Уэйкфилд предположил, что как только вожди маори продадут свою землю поселенцам за очень небольшую сумму, они будут «усыновлены» английскими семьями, проинструктированы и исправлены. На собрании 6 июня 1837 года Церковное миссионерское общество приняло четыре резолюции, в которых выражалось возражение против планов Новозеландской ассоциации, включая замечание о том, что предыдущий опыт показал, что европейская колонизация неизменно наносила серьезные травмы и несправедливость коренным жителям. В нем также говорилось, что планы колонизации прервут или сведут на нет миссионерские усилия по религиозному совершенствованию и цивилизации маори. Общество решило использовать «все подходящие средства», чтобы победить ассоциацию, и как церковное, так и уэслианское миссионерские общества начали проводить кампании против планов компании с помощью брошюр и лоббирования в правительстве.

### Основание
В сентябре 1837 года, через четыре месяца после первого собрания Новозеландской ассоциации, начались переговоры с Новозеландской компанией 1825 года о возможном слиянии. Компания 1825 года заявила о праве собственности на миллион акров новозеландской земли, приобретенных во время ее путешествия 1826 года, и лорд Дарем, председатель этой компании, был предложен в качестве идеального председателя нового партнерства. К концу года он был избран на эту роль.

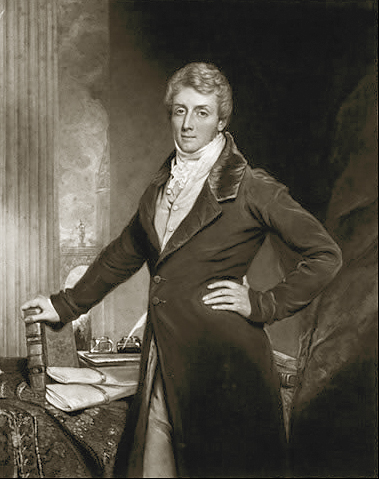
Министр по делам колоний лорд Гленелг

В конце 1837 года Новозеландская ассоциация активно лоббировала как британское правительство, так и премьер-министра лорда Мельбурна, а затем вернулась с пересмотренным законопроектом, в котором были учтены некоторые проблемы правительства. 20 декабря 1837 г. он был вознагражден предложением Королевской хартии, аналогичной той, по которой ранее были основаны британские колонии в Северной Америке. Уполномоченный орган должен был взять на себя ответственность за управление, а также законодательные, судебные, военные и финансовые дела колонии Новой Зеландии при условии контроля со стороны британского правительства. Однако, чтобы получить устав, министр по делам колоний лорд Гленелг сказал ассоциации, что она должна стать акционерным обществом и, следовательно, иметь «определенный подписной капитал». В письме лорду Дарему лорд Гленелг объяснил, что правительство знало о рисках предлагаемого новозеландского предприятия и знало, что колония в Южной Австралии, созданная в соответствии с системой Уэйкфилда, уже имеет большие долги. Поэтому он считал разумным, чтобы интересы акционеров совпадали с интересами эмигрантов в стремлении к процветанию колонии. Но члены ассоциации решили, что это требование неприемлемо. Не желая вкладывать собственные деньги в предприятие и опасаясь рисков, связанных с колебаниями фондового рынка, они отклонили предложение. 5 февраля 1838 г. министр по делам колоний, в свою очередь, сообщил лорду Дарему, что хартия поэтому была отозвана. Планы Новозеландской ассоциации снова будут зависеть от законопроекта, который будет представлен и принят парламентом.
Общественное и политическое мнение продолжало выступать против предложений ассоциации. В феврале 1838 года газета The Times пренебрежительно писала о «моральном и политическом рае» и «радикальной утопии в Тихом океане» conceived in «великолепной фантазией мистера Эдварда Гиббона Уэйкфилда». В марте в ходе парламентского обсуждения вотум недоверия министру по делам колоний Молсворту из-за его отказа от планов ассоциации не прошёл, 1 июня 92 голосами против 32 во втором чтении был отклонён второй законопроект ассоциации, внесенный депутатом от вигов Фрэнсисом Бэрингом 1 июня, был отклонен 92 голосами против 32 в его второе чтение. Лорд Ховик охарактеризовал неудавшийся законопроект как «самое чудовищное предложение, которое когда-либо делали Палате представителей».
Через три недели после отклонения законопроекта Новозеландская ассоциация провела свое последнее собрание и приняла резолюцию о том, что «несмотря на эту временную неудачу» её участники продолжат свои усилия по созданию «хорошо регулируемой системы колонизации». 29 августа 1838 года, 14 сторонников ассоциации и Новозеландской компании 1825 года собрались для создания акционерного общества Новозеландская колонизационная ассоциация. Под председательством барона Петре компания должна была иметь оплаченный капитал в размере 25 тыс. ф. с. в виде 50 акций по 50 ф. с. и заявляла, что ее целью является «покупка и продажа земель, поощрение эмиграции и организация общественных работ». Зарезервированная доля в размере 500 фунтов стерлингов была предложена Уэйкфилду, который к тому времени находился в Канаде и работал в штате нового генерал-губернатора этой колонии Джона Лэмбтона. К декабрю, хотя еще не было привлечено 20 оплаченных акционеров, компания решила купить за 5250 фунтов стерлингов у богатого судовладельца и члена комитета Джозефа Сомеса барк Tory.
Тем временем в британском правительстве росло беспокойство по поводу благополучия маори и роста беззакония среди 2000 британских подданных в Новой Зеландии, которые были сосредоточены в заливе Островов. Из-за того, что там проживали британские подданные, чиновники считали колонизацию уже неизбежной, и в конце 1838 года было принято решение назначить консула в качестве прелюдии к провозглашению британского суверенитета над Новой Зеландией. И когда в конце февраля лорд Гленелг ушёл со своего поста, его преемник лорд маркиз Норманби немедленно отверг от требований Ассоциации колонизации Новой Зеландии о королевской хартии, которые ранее были предложены Ассоциации Новой Зеландии.
20 марта 1839 г. на неофициальном собрании членов Колонизаторской ассоциации и Новозеландской компании 1825 г. Хатт узнал тревожную новость о том, что правительственный законопроект о колонизации Новой Зеландии будет содержать пункт о том, что с этого момента землю можно будет купить только от правительства. Такой шаг стал бы катастрофическим ударом для ассоциации, для которой успех зависел от возможности приобрести землю по низкой цене непосредственно у маори, а затем продать ее по высокой цене для обретения прибыли для акционеров и обеспечения финансирования колонизации. Эта новость вызвала необходимость в быстрых действиях, если частное предприятие должно было опередить правительство Новой Зеландии. В волнующей речи Уэйкфилд сказал присутствующим: «Владейте землёй, и вы в безопасности, но если из-за промедления вы позволите другим сделать это раньше вас, они добьются успеха, а вы потерпите неудачу».
Члены двух групп колонизаторов впоследствии сформировали новую организацию, Земельную компанию Новой Зеландии, с лордом Даремом в качестве ее губернатора и пятью депутатами среди ее 17 директоров. Компания действовала в срочном порядке, чтобы оснастить «Tory», нанять капитана и инспектора и выбрать полковника командиром экспедиции Уильяма Уэйкфилда. Ему было разрешено потратить 3000 ф.с. на товары для обмена на землю у маори. К 12 мая 1839 года, когда «Tory» покинул Англию под командованием капитана Эдварда Чафферса, компания уже начала рекламировать и продавать землю в Новой Зеландии, а к концу июля — за несколько месяцев до того, как компания узнала о прибытии судна в Новая Зеландия — все доступные участки для первого поселения были проданы. Компания уже была предупреждена в письме заместителя парламентского секретаря о том, что правительство не может дать никаких гарантий права собственности на землю, купленную у маори, которая «вероятно» подлежит выкупу короной. Компании также сообщили, что правительство не может ни поощрять, ни признавать ее действия.
В проспекте компании от 2 мая подробно описывалась система колонизации: 1100 участков, каждый из которых включает один «городской акр» и 100 «сельских акров», будут проданы в Лондоне по 1 ф.с. за акр, а собранные средства будут использованы для перевозки эмигрантов в Новую Зеландию. Они будут выбраны либо в качестве капиталистов, либо в качестве рабочих, при этом рабочие должны будут работать на капиталистов в течение нескольких лет, прежде чем получат собственную землю. Один из 10 обследованных участков, разбросанных по всему поселению, будет зарезервирован для перемещенных маори, а остальные будут проданы для получения 99 999 ф.с., из которых компания сохранит 25 процентов для покрытия своих расходов. Рабочие поедут в Новую Зеландию бесплатно, а купившие землю мигранты смогут потребовать 75 % скидку на проезд.

### Экспедиция 1839 года и покупка земли в Новой Зеландии

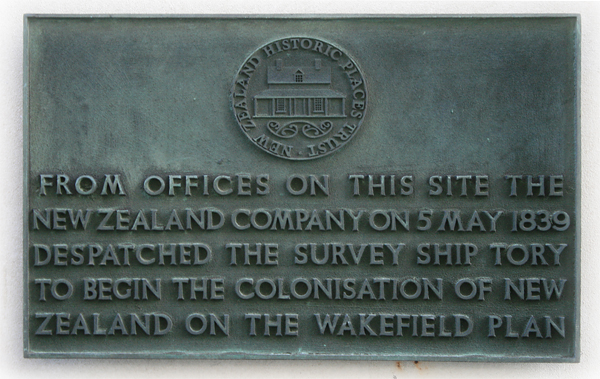
Мемориальная доска на Адам-стрит в Лондоне в память об офисах новозеландской компании

Tory был первым из трех геодезических судов новозеландской компании, отправленных в спешке для подготовки к приему поселенцев в Новой Зеландии. В августе отплыла Куба с командой геодезистов во главе с капитаном Уильямом Мейн Смитом, 15 сентября из Грейвсенда в Лондоне отплыл Oriental. Это был первый из пяти нанятых 500-тонных кораблей для поселенцев. Помимо него были Aurora, Adelaide, Duke of Roxburgh и Bengal Merchant, а также грузовое судно Glenbervie, которые отплыли с инструкцией встретиться 10 января 1840 года в Порт-Харди на острове д’Юрвиль, где им должны были рассказать о финальной цели. Ожидалось, что к тому времени Уильям Уэйкфилд купит землю для первого поселения и проведет ее обследование, а также проверит земельные претензии компании в Кайпара и Хокианга.
Компания предоставила Уэйкфилду длинный список инструкций, которые необходимо выполнить по его прибытии. Было необходимо искать землю для поселений с безопасными гаванями, что способствовало бы экспортной торговле, ведущие к плодородным внутренним землям реки, и способные приводить в действие промышленные машины водопады. Моряку было сказано, что компания стремится приобрести землю вокруг гаваней по обеим сторонам пролива Кука и что, хотя Порт-Николсон кажется лучшим местом, ему также следует внимательно изучить залив Королевы Шарлотты и Облачный залив на севере Южного острова. Ему было велено объяснить маори, что компания хочет купить землю для перепродажи и обеспечения крупномасштабного европейского заселения, и что он должен подчеркнуть племенам, что при каждой продаже земли одна десятая будет зарезервирована для маори, которые затем будут жить там, где им будет назначено по итогам лотерейного розыгрыша в Лондоне. Уэйкфилду сказали:
«Вы с готовностью объясните, что после английской эмиграции и заселения десятая часть земли будет гораздо более ценной, чем вся она была раньше… Намерение компании состоит не в том, чтобы делать резервы для местных владельцев большими участками, как это было раньше... обычная практика в отношении индейских резерваций в Северной Америке, посредством которой затрудняется заселение, а дикари поощряются продолжать дикарство, живя отдельно от цивилизованного сообщества... вместо бесплодного владения, с которым они расстались, они будут иметь собственность на земле, смешанной с собственностью цивилизованных и трудолюбивых поселенцев и ставшей действительно ценной благодаря этому обстоятельству».
Уэйкфилд прибыл в пролив Кука 16 августа и провел несколько недель, исследуя заливы и проливы на севере Южного острова. 20 сентября Tory пересёк пролив и с помощью китобоя и торговца Дикки Барретта, который жил среди маори в Таранаки и районе Веллингтона с 1828 года и также говорил на «пиджин-маори», Уэйкфилд начал предлагать оружие, посуду и одежду, чтобы купить землю у маори вокруг Петоне. В течение недели он захватил всю гавань и все прилегающие территории, а с тех пор и до ноября продолжал получать подписи и отметки на пергаментах, которые предположительно давали компании право собственности на 20 млн акров (8 млн гектаров) — около одной площади Новой Зеландии по цене около полпенни за акр. 25 октября он убедил 10 вождей Капити добавить кресты в конце документа из 1180 слов, подтверждающего, что они навсегда расстаются со всеми «правами, претензиями, титулами и интересами» на обширные участки земли как на Юге, так и на Северных островах. так далеко на север, как современный Нью-Плимут. 8 ноября в проливе Королевы Шарлотты он заручился подписью изгнанного вождя таранаков Вирему Кинги и еще 31 человека за землю, описание которой почти аналогично сделке с Капити. 16 ноября Tory миновал Вангануи, три вождя поднялись на борт, чтобы договориться о продаже всего их района от Манавату до Патеа. Области в каждом документе были настолько обширными, что Уэйкфилд задокументировал их, написав списки географических названий, и, наконец, выразил территорию компании в градусах широты.
Уэйкфилд узнал от Барретта о сложном характере владения землей в районе Порт-Николсон из-за прошлых войн и изгнаний, а с конца октября Уэйкфилд был проинформирован — но отвергнут — о слухах о том, что маори продали землю, которая им не принадлежала Однако возникли проблемы с некоторыми из их покупок. Вождь нгати тоа Те Раупараха сел на борт Tory недалеко от Капити, чтобы сообщить Уэйкфилду, что в своем октябрьском соглашении Нгати-тоа предполагал, что компания будет иметь не миллионы акров на вершине Южного острова, а только два небольших района Вхакату и Тайтапу. А в декабре, через неделю после прибытия в Хокиангу для осмотра земли, купленной у Новозеландской компании 1825 года, вожди нгапухи сказали Уэйкфилду, что единственная земля, на которую Новозеландская земельная компания может претендовать на север, находится примерно в квадратной миле в Хокианге. Кроме того, ни в гавани Кайпара, ни в гавани Манукау для них не было вообще ничего. Однако 13 декабря он купил долину Вайрау на севере Южного острова за 100 фунтов стерлингов у вдовы капитана китобойного промысла Джона Бленкинсоппа, который утверждал, что ранее купил ее у вождя нгати-тоа Те Раупараха. Эта продажа привела к инциденту в Вайрау 1843 года, в котором было убиты 22 английских поселенца и четыре маори.
Дальнейшие покупки последовали в Таранаки (60 000 акров в феврале 1840 г.) и Вангануи (май 1840 г., завершение переговоров, начатых в ноябре прошлого года); компания объяснила Комиссии по земельным претензиям 1842 года, что, хотя более ранние документы, касающиеся той же земли, были заключены с «сюзеренами», эти новые контракты были заключены с жителями земель, чтобы преодолеть любое сопротивление, которое они могли бы оказать, чтобы дать физическое владение землёй.
В июле компания сообщила, что отправила 1108 рабочих-эмигрантов и 242 каютных пассажира в Новую Зеландию на в общей сложности 13 судах. 13 августа отплыло ещё одно иммигрантское судно London, в течение года за ним последовали Blenheim, Slains Castle, Lady Nugent и Olympus.

### Договор Вайтанги
Новозеландская компания давно ожидала вмешательства британского правительства в ее деятельность в Новой Зеландии, и это произошло после подписания 6 февраля 1840 года договора Вайтанги. В документе была оговорка о преимущественной покупке, запрещавшая маори продавать землю кому-либо, кроме правительства и его агентов. Вице-губернатор Уильям Гобсон немедленно заморозил все продажи земли и в ожидании расследования объявил все существующие покупки недействительными. Договор поставил новозеландскую компанию в очень затруднительное положение. У неё не было достаточно земли, чтобы удовлетворить прибывающих поселенцев, и она больше не могла законно продавать землю, которой, по своим утверждениям, она владела.
По указанию Колониального управления Гобсон должен был создать систему, в которой большая часть доходов, полученных от продажи земли поселенцам, использовалась бы для покрытия расходов на управление и развитие, но часть средств также использовалась бы для отправки эмигрантов в Новую Зеландию. Этот план, по словам историка Патрисии Бернс, был еще одним доказательством «всепроникающего влияния теории Уэйкфилда».
В апреле преподобный Генри Уильямс был отправлен Гобсоном на юг для поиска дальнейших подписей к договору в районе Порт-Николсона. Он был вынужден ждать 10 дней, прежде чем к нему подошли местные вожди и объяснили своё нежелание подписывать договор давлением Уильяма Уэйкфилда. Однако 29 апреля Уильямс смог сообщить, что вожди Порт-Николсона единогласно подписали договор. Уильям Уэйкфилд уже резко критиковал как договор, так и Уильямса, и неоднократно критиковал миссионера в газете компании за его «лицемерие и бесстыдную ненасытность».
Уильямс, в свою очередь, подверг критике сделки компании, отметив, что документы о покупке земли, которые, как она утверждала, были куплены с 38 по 42 градус южной параллели, были составлены на английском языке, который не был понят подписавшими его маори, и что представители компании, включая Барретта, столь же плохо понимали маори. Уильямс обнаружил, что представители компании встречались с вождями маори в Порт-Николсоне, Капити и Таранаки, где ни одна из сторон не понимала другую, и не посещали других мест, где, по утверждениям компании, она покупала землю.
Тем временем Гобсон был встревожен новостями о растущем захвате власти компанией. Он узнал об их попытке заключить в тюрьму капитана Пирсона с барка Integrity и о том, что 2 марта они подняли флаг Объединенных племен Новой Зеландии в Порт-Николсоне, провозгласив правительство «колониальным советом», который утверждал черпать свои полномочия из полномочий, предоставленных местными вождями. Интерпретируя эти шаги как подобие «высокой измены», 21 мая 1840 года Гобсон объявил британский суверенитет над всем Северным островом, и уже 23 мая объявил совет незаконным. 30 июня 1840 года он отправил своего министра по делам колоний Уиллоуби Шортленда с 30 солдатами и шестью конными полицейскими в Порт-Николсон, чтобы сорвать флаг. Шортленд приказал жителям выйти из «незаконной ассоциации» и подчиниться представителям короны. Гобсон, утверждая, что к нему принудили действия Новозеландской компании, также провозгласил суверенитет над всей Новой Зеландией — Северным островом по праву уступки в Вайтанги, а также Южными островами и островами Стьюарт по праву открытия.

### Веллингтон
Игнорируя пожелания Уильяма Уэйкфилда, который хотел, чтобы первоначальное поселение было на юго-западной стороне гавани, где были отличные якорные стоянки для кораблей, генеральный инспектор Уильям Мейн Смит начал в январе 1840 года планировать 1100 участков в один акр (4047 м2), город, первоначально называвшийся «Британия», на равнине в Пито-он (ныне Петоне), к северу от гавани. Участки возле устья реки Хатт были расположены параллелограммами, в план которых входили бульвары и общественные парки. Поселенцы, купившие часть города, также купили 100 «сельских акров» (около 40 га), где они могли выращивать пищу. Смит считал важным располагать город и сельские районы близко друг к другу, и долина хаттов, казалось, подходила этому. Недостатком было то, что выбранная им местность представляла собой смесь густых лесов, кустарников, зарослей льна и болот, река была подвержена наводнениям, а пляж был настолько плоским, что, когда начали прибывать первые пассажирские суда — всего через четыре дня после того, как Смит начал свои изыскательские работы, — они вынуждены были встать на якорь в 1600 метрах от берега. Но началось строительство временных домов, а также сборка деревянных домов, которые перевозились на каждом корабле, и вскоре дюны за пляжем были усеяны в том числе палатками. Местные маори помогали в строительстве, а также приносили еду — рыбу, картофель и другие овощи, а иногда и свинину.

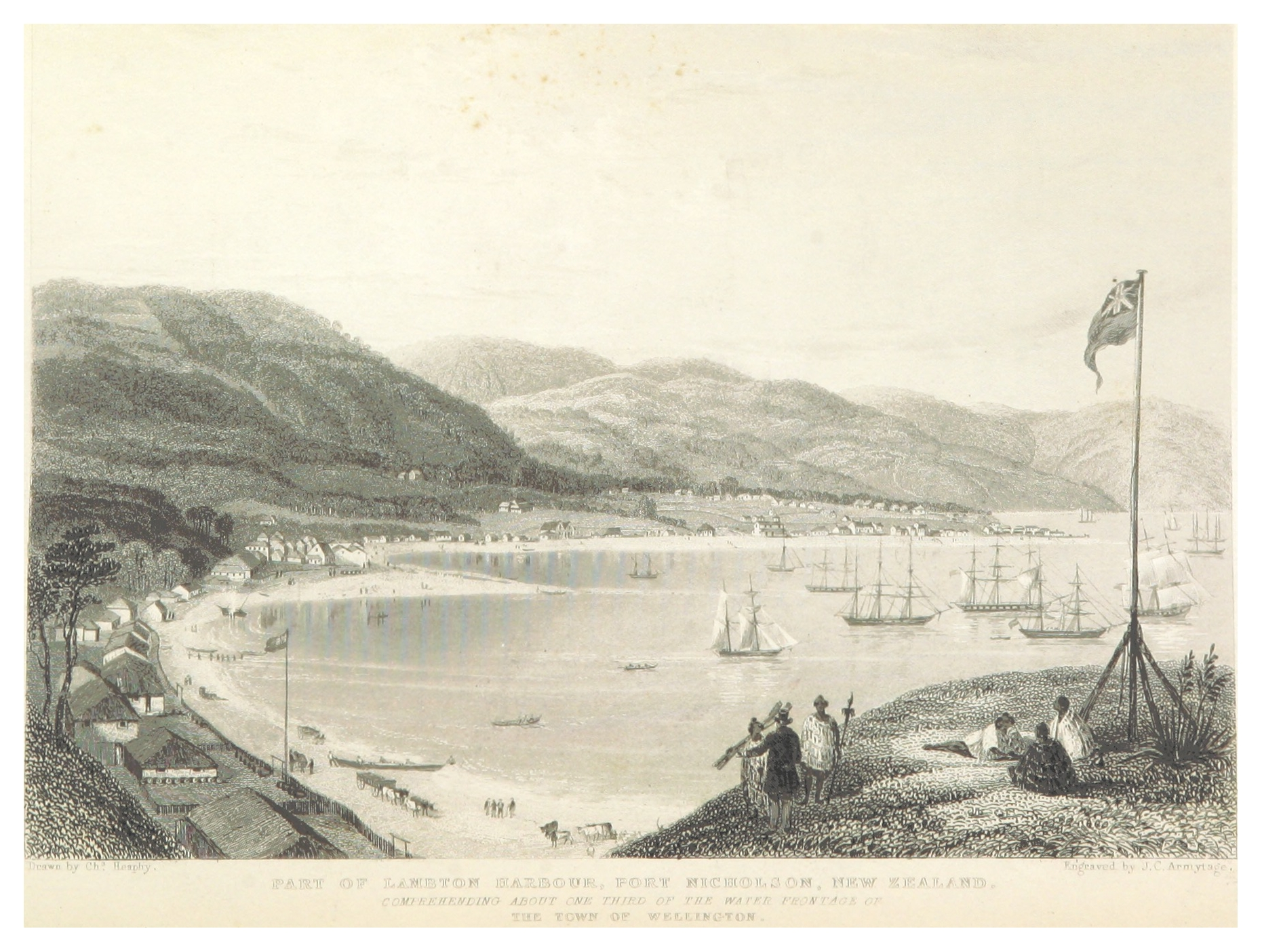
Набережная Лэмбтон в Порт-Николсон

Восемь недель спустя, в марте, после прибытия всех пассажирских судов, поселенцы проголосовали за то, чтобы отказаться от езды в Пито-один, где болота, неоднократные наводнения и плохие условия для якорной стоянки оказались слишком большим препятствием, и переместить город в названный в честь лорда Дарема Торндон (в дальнейшем известно как Лэмбтон Куэй), которому отдавал предпочтение Уэйкфилд. Однако геодезисты быстро столкнулись с проблемами, когда обнаружили, что земля, выбранная для нового поселения, всё ещё населена маори, которые выразили удивление и недоумение, обнаружив, что Пакеха бродят по их домам, садам и кладбищам и вбивают в землю деревянные геодезические колышки. Геодезисты стали участвовать в стычках с маори, большинство из которых отказались переехать, и им было выдано оружие для продолжения работы.
Уэйкфилд купил землю во время безумной недельной кампании в сентябре предыдущего года, заплатив за это железными горшками, мылом, ружьями, боеприпасами, топорами, рыболовными крючками, одеждой, включая красные ночные колпаки, грифельными досками, карандашами, зонтиками, пломбами, восковые и челюстные арфы. Подписи были получены от местных вождей после объяснения, данного Уэйкфилдом и истолкованного Барреттом, что земля больше не будет принадлежать им после оплаты. Доказательства, позже предоставленные Земельной комиссии Испании, созданной Управлением по делам колоний для расследования земельных претензий Новой Зеландии, выявили: с вождями, представлявшими па Те Аро, Пипитеа и Кумутото, где должно было располагаться поселение Торндон, не консультировались и им не платили; агрессивный и хвастливый молодой вождь Те Варепури в стремлении доказать свою важность продал не контролировавшуюся им землю; объяснение и интерпретация условий продажи Барреттом были крайне неадекватными. На слушаниях Комиссии Испании в феврале 1843 года Баррет объяснился так: «Я сказал, что, когда они подпишутся своими именами, приславшие их для торговли джентльмены в Англии могли знать, кто были вождям». Историк Анджела Коги также утверждала, что это крайне маловероятно: Уэйкфилд и Баррет могли за один день посетить все деревни Вангануи-а-Тара, чтобы объяснить намерения компании и получить одобрение.
В соответствии со своими инструкциями Уэйкфилд пообещал местным маори, что им будут предоставлены резервы земли, равные одной десятой площади, а их наделы будут выбраны по лотерее и распределены между европейскими поселенцами. Резервы должны были оставаться неотъемлемыми, чтобы маори не продали землю спекулянтам. Бывший на Tory племянник Уильяма Уэйкфилда Джернингхем поддерживал надежду компании на то, что вкрапление маори в поселения белых поселенцев поможет им изменить свои «грубые и нецивилизованные привычки». В более поздней книге о своих приключениях в Новой Зеландии он писал: «Постоянный пример перед их глазами и постоянное подражание для достижения тех же результатов естественным образом привели бы низшую расу путём легкого восхождения к способности приобретать знания, привычки, желания и удобства своих цивилизованных соседей».
В ноябре 1840 года директора новозеландской компании сообщили Уэйкфилду, что они хотели бы назвать город в Лэмбтон-Харборе в честь герцога Веллингтона в знак признания его твердой поддержки принципов колонизации компании и его «упорной и успешной защиты от врагов мер по колонизации Южной Австралии». Поселенцы с воодушевлением восприняли предложение.

### Нельсон
В апреле 1841 года компания сообщила министру по делам колоний о своем намерении основать вторую колонию, «значительно большую», чем первая. Первоначально колония должна была называться Молсворт в честь радикального парламентёра сэра Уильяма Молсворта, сторонника Уэйкфилда, но, когда Молсворт не проявил особого интереса к руководству колонией, была переименована в честь британского адмирала Горацио Нельсона. Планировалось охватить 201 тыс. акров (810 км2), состоящих из 1 тыс. наделов, каждый из 150 акров (60 га) сельской земли, 50 акров (20 га) земли для жилья и одного «городского акра» (4 тыс. квадратных метров), с передачей половины вырученных средств на финансирование эмиграции и около 50 тыс. ф.с. в прибыль компании; с ценой земли по 301 ф.с. за участок или 30 шиллингов за акр, что на один фунт за акр больше, чем земля в Веллингтоне, с лотереей для определения права собственности на конкретные участки.
.
В том же месяце три корабля, Arrow, Whitby и Will Watch, отплыли в Новую Зеландию с геодезистами и рабочими, чтобы подготовить участки для первых поселенцев (которые должны были появиться через пять месяцев). Однако результаты продажи земли оказалась разочаровывающими и поставили под угрозу жизнеспособность поселения: к началу июня было продано только 326 участков, и только 42 покупателя намеревались поехать в Новую Зеландию. Ситуация немного улучшилась после розыгрыша лотереи в конце августа 1841 г., когда только 371 надел был разыгран покупателями, три четверти из которых были заочными владельцами.
Корабли прибыли в залив Блайнд (сегодня известный как Тасманов/Те Тай-о-Аорере), где руководители экспедиции искали подходящую для новой колонии землю, прежде чем обосноваться на месте современного Нельсона. Сам район описывался ими как болотистая земля, покрытая кустарником и папоротником. На встрече с местными маори руководитель экспедиции Артур Уэйкфилд заявил, что в обмен на «подарки» в виде топоров, ружья, пороха, одеял, печенья и трубок получил признание за «покупки» Уильяма Уэйкфилда в этом районе в 1839 году. К январю 1842 г. авангард построил на месте будущего города более 100 хижин, готовясь к прибытию первых поселенцев. Месяц спустя в поселке было 500 жителей, а также быки, овцы, свиньи и домашняя птица, хотя компании еще предстояло определить или купить какие-либо сельские земли, за которые заплатили покупатели.
Поиски этих оставшихся 200 тыс. акров (809,371284 км2) в конечном итоге привели 17 июня 1843 года к инциденту в Уаирау, когда 22 европейца и четыре маори погибли в стычке за землю в одноимённой долине в 25 км от Нельсона. Артур Уэйкфилд утверждал, что купил землю у вдовы китобоя, которая, в свою очередь, утверждала, что купила её у вождя Те Раупараха, который отрицал факт продажи. Хотя поселенцы в Нельсоне и Веллингтоне были потрясены случившимся, расследование губернатора Роберта Фитцроя полностью возложило вину на представителей компании.
Еще в 1839 г. Новозеландская компания решила «принять меры для привлечения немецких эмигрантов» и назначила своего агента в Бремене. Предложение в сентябре 1841 года о продаже островов Чатем Немецкой колонизационной компании, которая ещё не была сформирована, за 10 тыс. ф. с. было аннулировано британским правительством, которое заявило, что острова должны стать частью колонии Новой Зеландии и что любые поселившиеся там немцы будут рассматриваться как иностранцы. Группа немецких мигрантов на корабле St Pauli со 140 пассажирами, включая властного и высокомерного, жадного и лживого агента новозеландской компании в Гамбурге Джона Бейта, вместо этого отправилась в Нельсон.

### Вмешательство британского правительства
Новозеландская компания начала свою схему колонизации без одобрения британского правительства; ещё в мае 1839 года заместитель парламентского секретаря Генри Лабушер предупредил директора компании Уильяма Хатта, что нет никаких гарантий признания прав собственности на купленную у маори земли, и что она подлежит выкупу короной. В январе и феврале 1840 года губернаторы Нового Южного Уэльса и Новой Зеландии Джордж Джиппс и Гобсон издали прокламации о том, что вся ранее купленная у маори земля должна быть подтверждена государственным правом и что любые будущие прямые покупки у маори недействительны.
В мае 1840 года Джиппс представил свой законопроект о земельных претензиях Новой Зеландии в Законодательный совет Нового Южного Уэльса, начав процесс назначения уполномоченных, которые будут исследовать все приобретенные у маори земли и условия совершённых сделок. Законопроект также предусматривал, что маори владеют только землей, которую они «оккупировали», проживая на ней или возделывая ее; все остальные земли считались «пустышками» и принадлежали короне. Последующий закон, принятый 4 августа, запрещал предоставление любой покупки земли на площади более четырех квадратных миль (2560 акров). Новозеландская компания уже заявила, что купила два млн. акров (8000 км²), часть из которых она продала напрямую поселенцам, и когда в августе новости о мерах правительства достигли Веллингтона, это вызвало панику и побудило сотни поселенцев готовиться покинуть свои земли и отплыть в чилийский Вальпараисо. В попытке вернуть поселенцам уверенность в своих правах на землю в Сидней была отправлена депутация из трех человек для встречи с Джиппсом; в начале декабря депутация вернулась с известием о том, что губернатор обеспечит для поселенцев Веллингтона подтверждение их права собственности на 110 тыс. акров земли, а также на их город при соблюдении нескольких условий, включая взятие ими этой площади одним непрерывным блоком, резервы местному населению были гарантированы, как и создание резервов для общественных целей.
В конце сентября или начале октября 1840 года член парламента и секретарь новозеландской компании Чарльз Буллер обратился в управление по делам колоний за помощью для компании, которая, по его словам, была в «бедственном положении». В течение следующего месяца обе стороны договорились о соглашении, состоящем из трёх частей, которое после согласования было воспринято компанией как «всё, чего мы могли пожелать». Министр по делам колоний лорд Джон Рассел согласился предложить королевскую хартию на 40 лет, которая позволила бы компании покупать, продавать, заселять и обрабатывать земли в Новой Зеландии, а сформированная в январе 1840 года колониальная земельная и эмиграционная комиссия осуществляла надзор за колонизационной деятельности компании. Рассел также согласился оценить общую сумму потраченных компанией на колонизацию денег, а затем предоставить ей право собственности на четыре акра за каждый потраченный фунт. Взамен компания откажется от своих претензий на 20 млн акров. Он также пообещал компании скидку — на уровне, который будет определен позже — при покупке у правительства 50 тыс. акров земли. Компания начала предоставлять управлению по делам колоний данные об общих расходах, которые включали в себя выплаченных компании 1825 года 20 тыс. ф. с., выплаченных Новозеландской колонизационной компании 1838 года 40 тыс. ф. с., а также потраченных на Tory 5250 ф. с. Расходы компании на плакаты, печать и рекламу, заработную плату сотрудников, питание и транспорт для эмигрантов также были включены в общую сумму наряду со стоимостью товаров, включая использовавшееся для покупки земли огнестрельное оружие. Окончательный расчет в мае 1841 года заключался в том, что в соответствии с согласованной формулой компания имела право на первоначальные 531 929 акров, и, возможно, ещё от 400 до 500 тыс. акров в будущем. В мае Рассел согласился предоставить компании 20-процентную скидку на стоимость 50 тыс. акров, которые она хотела купить в Нью-Плимуте и Нельсоне.
Гобсон впервые посетил район Веллингтона в августе 1841 года и услышал жалобы от маори как в городе, так и из таких далёких мест, как Порируа и Капити, о том, что они никогда не продавали свою землю. Губернатор заверил их, что их непроданные pā и посевные площади будут защищены, но через несколько дней предоставил Уильяму Уэйкфилду график от 1 сентября, в котором были указаны 110 тыс. акров в Порт-Николсоне, Порируа и Манавату, 50 тыс. акров в Вангануи и 50 тыс. акров (позже показатель вырос до 60 тыс. акров) в Нью-Плимуте; правительство откажется от своих преимущественных прав в этих определённых областях (таким образом, отказавшись от любых шагов по восстановлению или перепродаже земель, которые, возможно, всё ещё принадлежат «резидентам» после покупки компанией у «сюзеренов»), и в конфиденциальной записке Гобсон пообещал, что правительство «санкционирует любую справедливую договорённость, которую вы сможете принять, чтобы побудить тех туземцев, которые проживают в пределах, указанных в прилагаемом приложении, отказаться от владения своими жилищами», если не будет применена сила. Фитцрой заставил Те Аро Маори принять 300 ф. с. за ценную землю в центре Веллингтона, за которую им никогда не платили под предлогом, что их земля почти ничего не стоит.

### Дальнейшие поселения
Новозеландская компания также основала поселение в Уонгануи в 1840 году, главным образом как дополнительное поселение и участок сельской земли, обещанный покупателям Веллингтона. Путешественник в колонии в то время описал Уонгануи как одно из нездоровых грибных поселений, созданных новозеландской компанией с целью удалить на расстояние часть шумных носителей письменности, которые, прибыв из Англии, тщетно искали свою землю. С прибытием поселенцев Уонгануи столкнулось с проблемами, так как местные маори отрицали факт продажи земли. Компания также отправила геодезистов на восточное побережье Южного острова для изучения других участков, где они установили контакт в Акароа с молодой французской колонией, основанной там под эгидой компании Нанто-Борделез Жана-Франсуа Ланглуа.
Компания также стала косвенно участвовать в заселении Нью-Плимута в 1841 году благодаря своим связям с Плимутской компанией, которой в середине 1840 года продала в общей сложности 60 тыс. акров земли в неопределённом месте. Плимутская компания отправила исследовательскую группу для выбора места под поселение, и в январе 1841 года геодезист Фредерик Кэррингтон выбрал Таранаки. Плимутская компания столкнулась с финансовыми трудностями, которые привели к её слиянию с Новозеландской 10 мая 1841 года.
В июле 1843 года Новозеландская компания выпустила проспект продажи 120 550 акров (48 тыс. га), разделенных между городскими, пригородными и сельскими участками, в новом поселении под названием Новый Эдинбург, чьё местоположение до сих пор неизвестно. В Эдинбурге был открыт офис для привлечения шотландских эмигрантов. В январе 1844 года вокруг гавани в Отаго был выбран участок площадью 400 тыс. акров (160 тыс. гектаров). Компания работала с Ассоциацией мирян Свободной церкви Шотландии над продажей земли и голосованием за неё, и первая группа поселенцев отплыла в то, что стало поселением Данидин, в конце ноября 1847 года. Первый из 1512 кентерберийских поселенцев отплыл в свой новый дом 8 сентября 1850 года.

### Финансовые проблемы и закрытие компании
Новозеландская компания начала сталкиваться с финансовыми трудностями с середины 1843 года по двум причинам. Она планировала дёшево покупать землю и дорого продавать её в ожидании, что колония, основанная на более высокой цене на землю, привлечёт богатых колонистов. Прибыль от продажи земли должна была быть использована для оплаты бесплатного проезда колонистов из рабочего класса и, например, для общественных работ, церквей и школ. Чтобы эта схема работала, важно было получить правильную пропорцию рабочих и иммигрантов-владельцев земли. Отчасти провал планов компании был вызван тем, что эта пропорция так и не была достигнута — рабочих, чья эмиграция в значительной степени субсидировалась компанией, всегда было больше, чем дворян-землевладельцев.
Второй крупный недостаток возник из-за того, что большая часть земли в новой колонии была куплена в спекулятивных целях людьми, которые не собирались мигрировать в Новую Зеландию и осваивать купленную ими землю. Это означало, что в новых колониях была серьезная нехватка работодателей и, следовательно, нехватка работы для рабочего класса. С самого начала новозеландская компания была вынуждена быть основным работодателем в новых колониях, и это привело её к серьезным финансовым потерям. К британскому правительству неоднократно обращались за финансовой помощью, и в конце 1846 года компания приняла предложение об авансе в размере 236 тыс. ф. с. со строгими условиями и контролем за будущими операциями компании.
В июне 1850 года компания признала, что продажи земли в Веллингтоне, Нельсоне и Нью-Плимуте остаются низкими, и её продажи земли за фискальный год, закончившийся в апреле 1849 года, составили всего 6 266 ф. с. Имея мало шансов на получение прибыли от торговли, компания отказалась от своего устава. В отчете специального комитета сделан вывод, что убытки компании в основном связаны с их собственными действиями, которые во многих отношениях характеризовались опрометчивостью и неэффективным управлением.
Гиббон Уэйкфилд, который в недовольстве ушёл из компании после её финансового соглашения 1846 года с британским правительством, до конца оставался непокорным. В 1852 году он говорил, что, если бы компания оставалась в покое, она выплатила бы дивиденды, возместила свой капитал «и в Новой Зеландии было бы 200 тыс. поселенцев».
Конституционный акт Новой Зеландии 1852 года предусматривал, что четверть выручки от продажи ранее купленной новозеландской компанией земли пойдет на погашение долга.
В своем заключительном отчете в мае 1858 года компания признала, что ошиблась, но заявила, что основанные ею общины теперь приобрели «приятные размеры», и могут с нетерпением ждать того дня, когда «Новая Зеландия займёт свое место в качестве потомства и аналога её родительского острова… Британии Южного полушария».